# Molloy (îles Kerguelen)
Pour les articles homonymes, voir Molloy (homonymie).
Molloy est un lieu-dit de la Grande Terre des îles Kerguelen, situé sur la côte sud de la péninsule Courbet, au bord du golfe du Morbihan, à un peu plus de 10 km à l'ouest de Port-aux-Français. Ce toponyme peut désigner aussi bien :
- la pointe Molloy, une péninsule qui s'étire sur environ 1 km,
- l'anse Molloy (nom usuel local) ou « anse des Durvillea » (nom officiel) ou « anse des Laminaires » (ancien nom impropre), immédiatement attenante, entre la pointe Molloy à l'est et le cap Kidder à l'ouest,
- la station Molloy, un ancien poste d'observation géophysique situé au fond de l'anse Molloy.

## Histoire

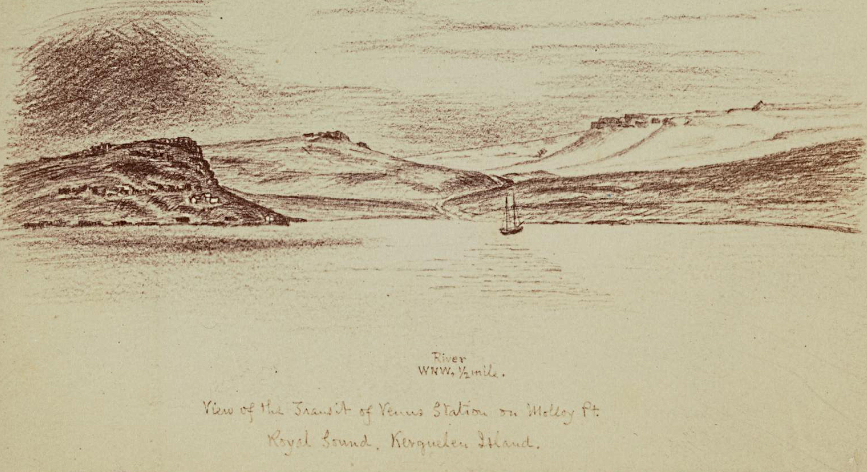
Station américaine d'observation du transit de Vénus en 1874 à la pointe Molloy (îles Kerguelen)

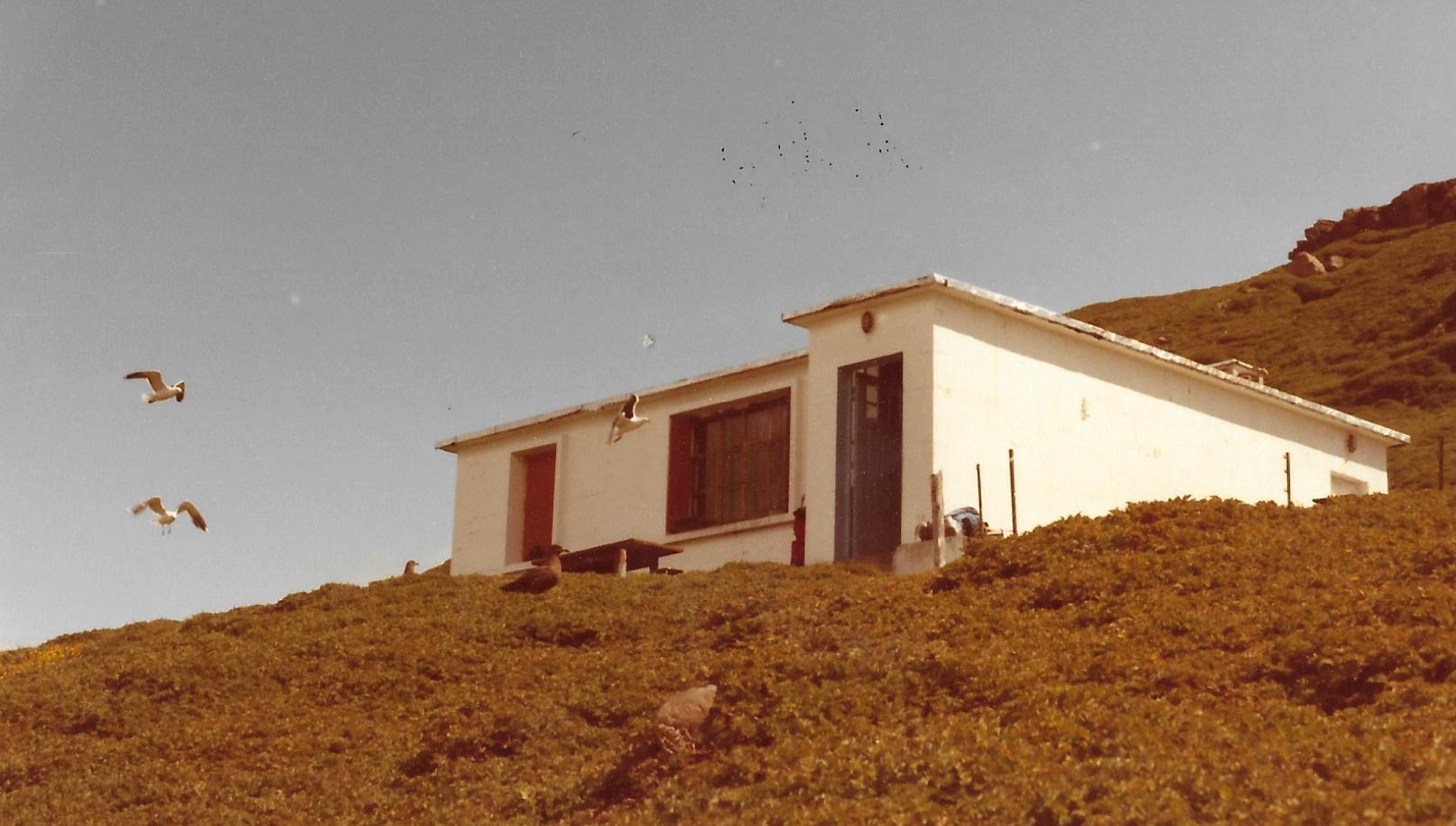
Pavillon de l'ancienne station géophysique de Molloy (1983)

La pointe Molloy a été ainsi nommée, dès la fin du XIXe siècle, en l'honneur de William Molloy, matelot sur le Terror lors de l'expédition de James Clark Ross, qui passe dans l'archipel des Kerguelen en 1840.
Le site a accueilli en 1874-1875, pour l'observation du passage de Vénus devant le Soleil le 9 décembre 1874, la mission astronomique américaine dirigée par le commandant G.P. Ryan. De l'observatoire, il subsiste quelques fondations en brique à la base de la pointe, côté oriental.
Une station d'études géophysiques a été construite au fond de l'anse à partir du début des années 1950. Elle est alors composée d'un bâtiment semi-troglodyte hébergeant des sismographes électromagnétiques, de quelques abris techniques puis d'un pavillon d'habitation en dur. Le site est alors occupé de manière continue pendant quelque temps. Il pouvait être rejoint depuis Port-aux-Français par véhicule à chenillettes de type M29 Weasel. La station a été en service jusqu'en 1963.

## Accès et équipements
Molloy est un site actuellement accessible par voie terrestre à pied, en longeant la côte depuis Port-aux-Français, ou par voie maritime en utilisant une des embarcations à fond plat de la base : chaland ou canot pneumatique.
Le pavillon a été réhabilité. Il sert de refuge pour diverses sorties d'observations ainsi que pour les expéditions vers l'ouest de l'île. Le site de Molloy est équipé de deux balises lumineuses qui servent de repères aux navires devant stationner non loin de Port-aux-Français.

## Faune
Molloy rassemble les sites de reproduction les plus proches de Port-aux-Français de gorfous sauteurs, de manchots papous, d'otaries de Kerguelen et d'albatros fuligineux à dos clair.